# Gavilán G358
Dimensions
Le Gavilán 358 est un avion utilitaire colombien des années 1990. Cet avion à ailes hautes doté d'un moteur à piston très puissant a été produit en peu d'exemplaires depuis la fin des années 1990 jusqu'au début des années 2000. La Force aérospatiale colombienne utilise encore ces avions.

## Conception et développement
En 1952, l'entreprise Aero Mercantil à Bogota a commencé à collaborer avec Piper Aircraft et vendait les avions de la marque en kit fabriqués par Aero Industrial Colombiana SA (AICSA), une entreprise bogotanaise. En 1986 le développement d'un avion de transport monomoteur à piston commence,,.
De ce développement émerge le Gavilán, un avion à ailes hautes avec une structure totalement métallique. Il a une forme de boite avec un fuselage rectangulaire qui accueille le pilote et sept passagers. On y trouve une rampe de chargement à l'arrière et deux portes de chaque côté de la de la cabine mais également une grande porte de chargement du côté gauche du fuselage. Les sièges sont amovibles afin d'augmenter la capacité de l'avion, on peut notamment y loger un cercueil quelle que soit sa taille.
Il des doté d'un train d'atterrissage tricycle fixe conçu pour supporter les opérations répétées sur les pistes rudimentaires d'Amérique du sud. Il est motorisé par un Lycoming O-540 turbocompressé de 350 ch soit 261 kW, assez puissant pour s'adapter aux hautes altitudes colombiennes.
Le premier prototype fit son premier vol le 27 avril 1990. Les premiers tests amenèrent un agrandissement du fuselage avant et une modification des ailes. Il a été gravement endommagé lors d'un atterrissage forcé dû à une panne moteur en 1992, ainsi, la certification de l'avion s'arrêtât comme la production. Le second prototype qui ne vola que le 29 mai 1996. L'avion reçu son certificat de type US FAR part 23 en mai 1998.

## Histoire opérationnelle
Le premier client fût la force aérienne colombienne qui en commanda douze dès 1998 et qui entreront en service le 25 juin de cette année. 19 autres avions ont été commandés en novembre 1999 mais il n'est pas sûr qu'ils aient tous été construits. Selon une estimation de Flightglobal en 2008 seuls 12 avions sont sortis d'usine. Au moins 4 appareils étaient utilisés par force aérienne colombienne en 2004.

## Opérateurs
- Colombie
  - Force aériospatiale colombienne
  - Marine nationale colombienne
  - Police nationale
- Brésil
  - ITA Transportes Aéreos (pt)

## Préservation
L'appareil FAC 5062, est conservé au musée aérospatial de la Force aérospatiale colombienne.

### Informations techniques
- (en) Gavilán G358 aircraft brochure
- (en) Gavilán G358 pilot'S operating handbook

### Fabricants
- (en) Gavilán Aircraft Corporation of la Colombie Inc
- (en) Aero-Industries Leaver & Scie. S.À.

### Photos et vidéos
- (en) Gavilán G358 aircraft photos by Airliners.Net
- (en) Gavilán G358 aircraft by MyAviation.Net
- (en) AVI format or MPEG-4 format

### Revues
- (en) À boxcar designed to be à tough operator
- (en) Gavilan plans US assembly
- (en) Gavilán G358, a heavy hauler
- (fr) Gavilan G358, De la Colombie au Canada
- (fr) Gavilán G358, L’épervier colombien
- (fr) Gavilán: La sentinelle de la Cordillère donnes Andes